# Pro Helvetia
A fundação Pro Helvetia é uma fundação pública suíça, financiada pela Confederação Helvética.

## Presidência
- De 1939 a 1943, Heinrich Häberlin.
- De 1944 a 1952, Paul Lachenal.
- De 1952 a 1964, Jean-Rodolphe de Salis.
- De 1965 a 1970, Michael Stettler.
- De 1971 a 1977, Willy Spühler.
- De 1978 a 1985, o historiador Roland Ruffieux.
- De 1986 a 1989, Sigmund Widmer.
- De 1990 a 1998, a deputada Rosemarie Simmen.
- De 1998 a 2005, Parti socialiste suisse Vaudoise Yvette Jaggi.
- Desde 2006, Parti radical-démocratique Bernois Mario Annoni.

## Atividade
A atividade da fundação engloba os campos seguintes:
- Manter e preservar as características culturais do país.
- Promover a diversidade cultural entre as regiões.
- Promover relações culturais com o estrangeiro.

## Campos estimulados
- Belas artes
- Literatura
- Música
- Atividades interdisciplinares (animação cultural, cultura popular)
- Dança
- Teatro